# Ngày Thế giới vì Trẻ sinh non
Ngày Thế giới vì Trẻ sinh non là một sự kiện được tổ chức vào ngày 17 tháng 11 hàng năm nhằm nâng cao nhận thức và mối quan tâm của con người về trẻ sinh non trên toàn thế giới. Ước tính mỗi năm, thế giới có khoảng 150 triệu trẻ em được sinh ra, trong đó, có đến 1/10 trong số này là trẻ sinh non. Đây là nguyên nhân gây tử vong hàng đầu ở trẻ em dưới 5 tuổi. Hành động khẩn cấp là ưu tiên hàng đầu trong việc giải quyết tình trạng trẻ sinh non, khi số lượng trẻ sinh non đang tăng lên tại nhiều quốc gia trên thế giới. Vì vậy, giảm thiểu tỉ lệ trẻ sinh non là chỉ tiêu quan trọng trong tiêu chí thứ 4 và thứ 5 của Mục tiêu Phát triển Thiên niên kỷ (MDG). Những trẻ sinh non may mắn sống sót cũng sẽ đem lại gánh nặng về bệnh tật đến gia đình của chúng và hệ thống y tế.
Tháng 11 hàng năm được coi là Tháng Nhận thức về Trẻ sinh non.

## Lịch sử
Ngày Thế giới vì Trẻ sinh non được tổ chức lần đầu tiên vào ngày 17 tháng 11 năm 2008 bởi những bậc cha mẹ tại châu Âu. Kể từ năm 2011, nó được gọi với cái tên "Ngày Thế giới vì Trẻ sinh non". Cũng từ đây, ngày này đã trở thành một ngày lễ kỷ niệm thường niên trên toàn cầu.

## Chương trình kỉ niệm
Những bậc cha mẹ, những gia đình, chuyên gia y tế, chính trị gia, các bệnh viện, các tổ chức cùng các bên liên quan khác có liên quan sẽ kỉ niệm ngày lễ này bằng nhiều chiến dịch truyền thông, sự kiện cũng như các hoạt động khác ở cấp địa phương, khu vực, quốc gia hoặc quốc tế để nâng cao nhận thức của công chúng. Vào năm 2013, Ngày Thế giới vì Trẻ sinh non đã được tổ chức tại hơn 60 quốc gia và vùng lãnh thổ trên toàn thế giới.
Màu tím là màu chính thức của Ngày Thế giới vì Trẻ sinh non. Những người tham gia kỉ niệm có thể đeo kẹp tóc với dải ruy băng màu tím hoặc sử dụng bóng đèn cùng màu. Ngoài ra, trên các nền tảng mạng xã hội như Facebook, Twitter và Instagram, nhiều người cũng tổ chức lễ kỉ niệm bằng cách dùng các hashtag bắt đầu bằng #: #PrematurityAwarenessMonth hoặc #WorldPrematurityDay trên các bài đăng của họ.